# بليك يونغ (متسابق دراجات نارية)
بليك يونغ مواليد 20 سبتمبر 1987 في ويسكونسن، الولايات المتحدة، هو متسابق دراجات نارية أمريكي. نافس في بطولة العالم للسوبربايك وبطولة العالم للموتو جي بي.

## روابط خارجية
- بليك يونغ على موقع WorldSBK.com (الإنجليزية)